# Castello d'Agogna
Castello d'Agogna est une commune italienne de la province de Pavie, dans la région Lombardie.

## Géographie

### Communes limitrophes
Ceretto Lomellina, Mortara, Olevano di Lomellina, Sant'Angelo Lomellina, Zeme.

## Administration
| Période                                  | Période | Identité | Étiquette | Qualité |
| ---------------------------------------- | ------- | -------- | --------- | ------- |
|                                          |         |          |           |         |
| Les données manquantes sont à compléter. |         |          |           |         |